# Margarete Wengels
Margarete Wengels (* 29. Februar 1856 in Krefeld als Anna Margarete Wolters; † 17. April 1931 in Berlin) war eine deutsche Sozialistin.

## Leben
Margarete war Tochter eines sozialistischen Strumpfwirkers aus Krefeld. Im Jahr 1876 heiratete sie Robert Wengels. Ende 1878 zog die Familie mit dem ersten Kind nach Berlin, da Robert aufgrund des Sozialistengesetzes keine Arbeit fand. Dort leisteten beide Arbeit für die illegale SPD. Robert wurde spätestens ab 1888 von der Berliner Polizei überwacht, was 1889 zu einer Hausdurchsuchung führte.
Trotz der Aufhebung des Sozialistengesetzes im Jahr 1890 war die Berliner Frauenagitationskommission weiterhin illegal. Spätestens 1893 leitete Wengels diese Gruppe. Im Herbst 1893 war sie Delegierte für Wolgast auf dem Bundesparteitag der SPD. Dort wurde die Arbeit der sozialistischen Frauen, insbesondere der Berliner Gruppe, besonders gelobt. Noch Ende des Jahres wurde eine Reichszentrale der sozialistischen Frauen in Berlin gegründet, in der Margarete Wengels als Vertrauensperson tätig war. Parallel dazu gründete sie einen Agitationsfonds für SPD-Frauen.
Im folgenden Jahr wurde Wengels von einem Greifswalder Staatsanwalt wegen angeblicher Agitation gegen das Umsturzgesetz angeklagt. Sie konnte daher nicht erneut als Vorsitzende der Berliner Frauenagitationskommission kandidieren. Im Dezember 1895 endete der vor einem Berliner Gericht und dem Reichsgericht geführte Prozess mit einer Verurteilung zu 14 Tagen Haft. Diese musste sie Anfang 1896 nicht antreten, weil sie eines ihrer Kinder stillte. Später wurde ihr die Strafe erlassen.
1896 konnte Margarete Wengels wieder in der SPD aktiv sein, allerdings nicht in der mittlerweile aufgelösten Frauenagitationskommission, sondern als Vertrauensperson der Frauen. Im Februar 1898 organisierte sie eine „Protestversammlung der Berlinerinnen“ gegen Aufrüstung der Kriegsmarine und Kolonialpolitik. Vor den 3000 Besucherinnen und Besuchern sprachen Clara Zetkin und als Gegenredner Friedrich Naumann. Im Jahr 1900 wurde die bis dahin andauernde politische Verfolgung der SPD-Frauenorganisationen schließlich aufgegeben und die Berliner Zentrale konnte vergrößert werden.

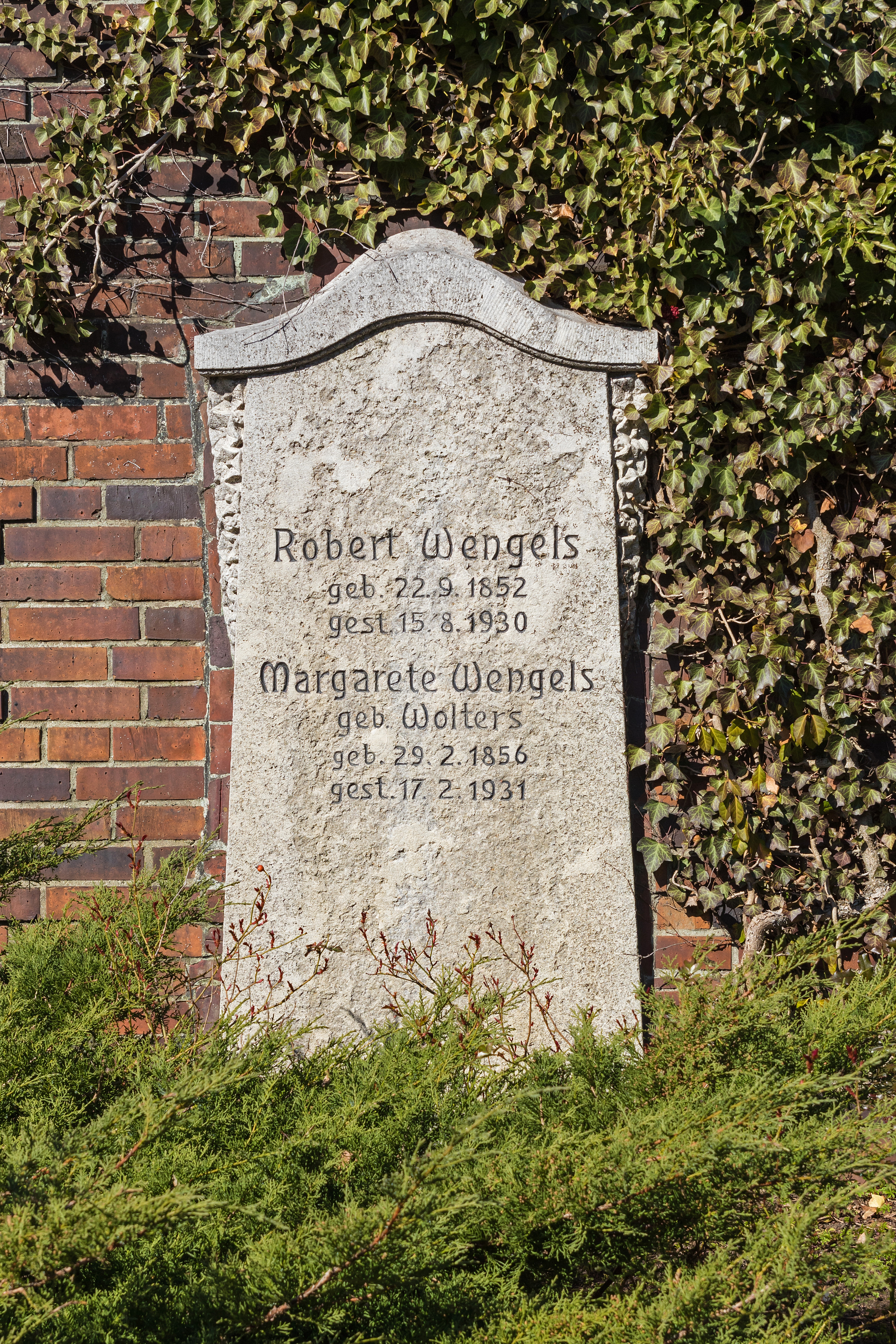
Grabstein von Wengels

1901 gebar Margarete Wengels das jüngste ihrer neun Kinder. Im Jahr 1905 drängten Margarete Wengels und Clara Zetkin die SPD-Männer dazu, sich mit der Russischen Revolution zu solidarisieren. Da diese weiter untätig blieben, organisierte Wengels schließlich für den 9. Februar eine Solidaritätsveranstaltung mit Clara Zetkin als Rednerin. Diese Veranstaltung lockte die Männer aus der Reserve und brachte sie dazu, eigene Veranstaltungen durchzuführen. Franz Mehring sagte dazu: „Zwei Frauen hatten die Ehre der Partei gerettet“.
In der Revisionismus- und der späteren Burgfrieden-Debatte positionierte sich Margarete Wengels mit Clara Zetkin und Rosa Luxemburg im linken Flügel der Partei – anders als ihr Mann. Diese Differenzen führten schließlich dazu, dass das Paar nach dem Ersten Weltkrieg getrennt lebte. 1915 nahm sie an der Internationalen Konferenz sozialistischer Frauen gegen den Krieg in Bern von 26. bis 28. März teil. Anders als viele Genossinnen wurde Wengels während des Krieges nicht inhaftiert. Auch war sie 1916 nicht bei der Gründung der Spartakusgruppe beteiligt. 1917 nahm sie am Gründungsparteitag der USPD in Gotha teil. Von 1919 bis 1925 war sie Stadtverordnete in Berlin. Als sich in den Jahren nach dem Krieg ein Teil der USPD der KPD anschloss, verblieb sie in der USPD, und war ab 1922 wieder SPD-Mitglied. 1924 war sie als Schriftführerin auf dem SPD-Reichsparteitag in Berlin tätig und 1925 erneut Delegierte auf dem Parteitag in Heidelberg.
Margarete Wengels starb am 17. April 1931. Beigesetzt wurde sie mit ihrem Mann auf dem Zentralfriedhof Friedrichsfelde. Ihre Grabstätte wurde 1950 in die damals von der DDR-Führung neu errichtete Gedenkstätte der Sozialisten integriert und gehört seither zur Reihe der Gräber und Denkmäler an deren Ringmauer.